# ゴールドホッファー

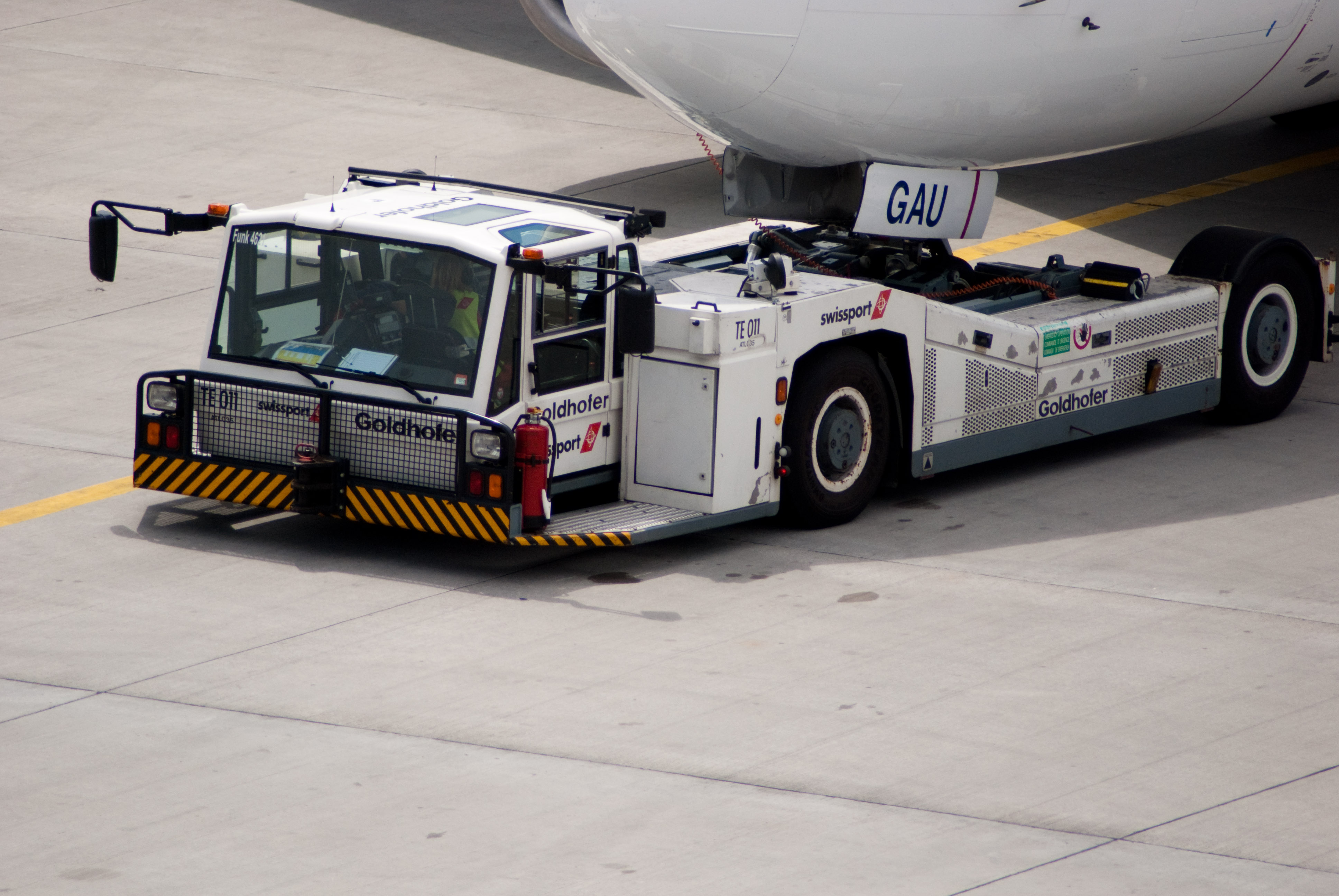
ゴールドホッファー社製のトーイングトラクター

ゴールドホッファー (Goldhofer AG) は、ドイツの重量物輸送用車輛の製造企業。日本ではゴールドホファーとも。
飛行場で使用されるトーイングトラクターや鉄道車輛運搬用トレーラー、建設中の橋桁の運搬用トレーラーなど特殊用途の車輛及びトレーラーを製造している。
特にトーイングトラクターはエアバスA380などの超大型機に対応したAST-1Xを製造しており、ヨーロッパの空港を中心にシェアが大きい。